# Bašnice
Bašnice (en allemand : Baschnitz) est une commune du district de Jičín, dans la région de Hradec Králové, en Tchéquie. Sa population s'élevait à 209 habitants en 2022.

## Géographie
Bašnice se trouve à 5 km au sud-ouest de Hořice, à 21 km au sud-est de Jičín, à 21 km au nord-ouest de Hradec Králové et à 89 km au nord-est de Prague.
La commune est limitée par Dobrá Voda u Hořic au nord, par Milovice u Hořic à l'est, par Bříšťany au sud-est, par Sukorady au sud et par Lískovice à l'ouest.

## Histoire
La première mention écrite de la localité date de 1318 sous le nom de Bašněves .

## Galerie

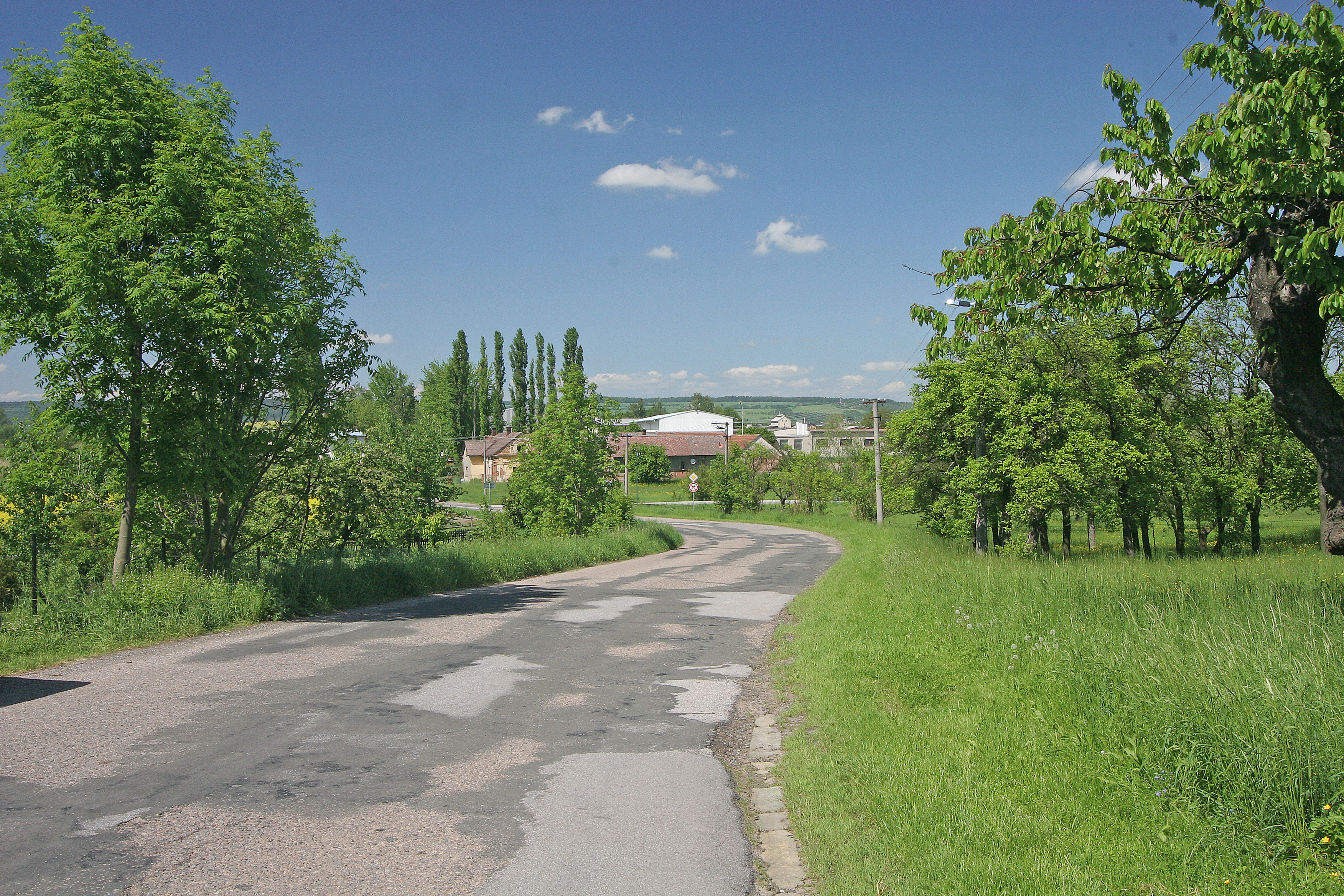
Bašnice : route de Dobrá Voda u Hořic.
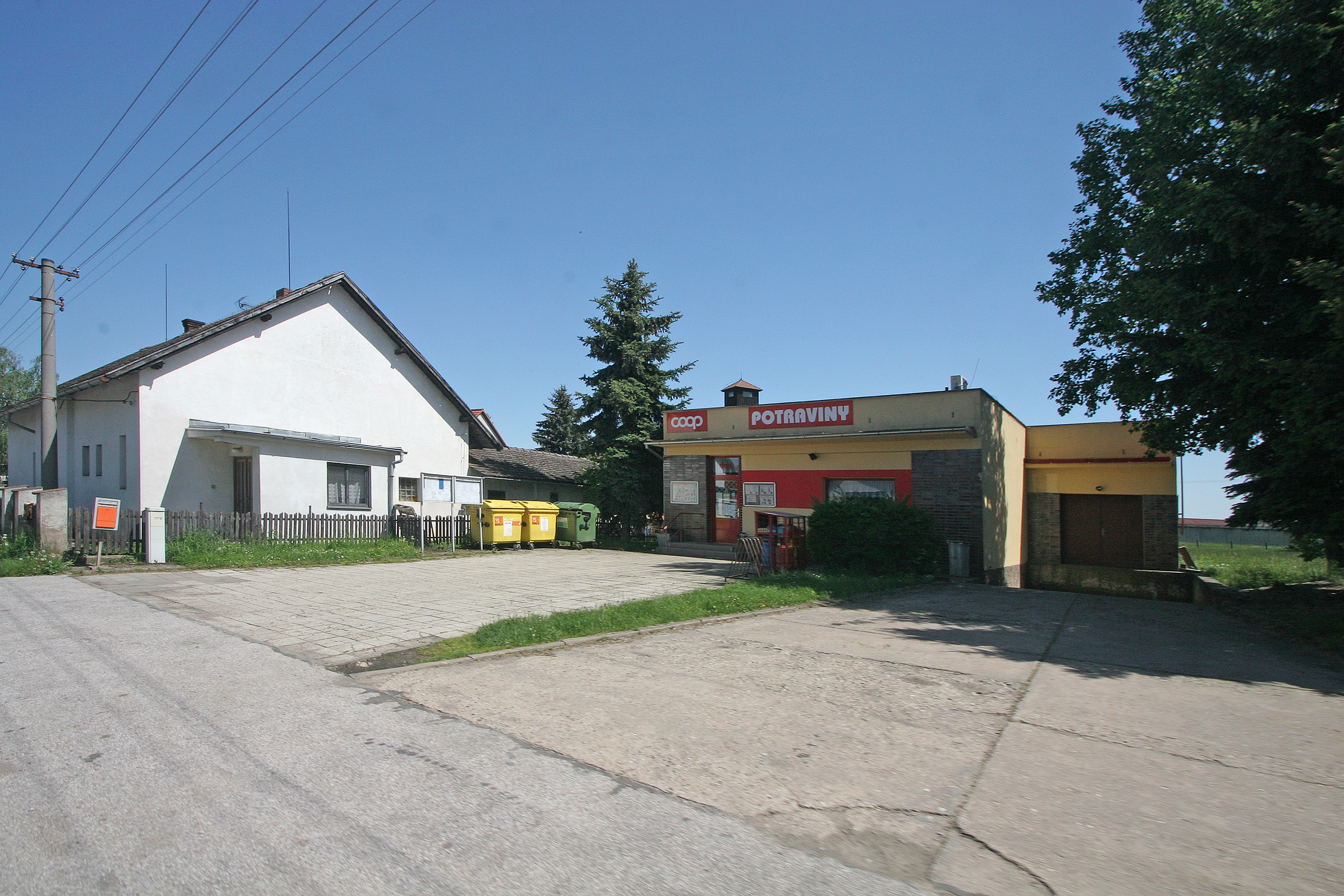
Magasin à Bašnice.

## Transports
Par la route, Bašnice se trouve à 5 km de Hořice, à 24 km de Hradec Králové et à 111 km de Prague. 